# Платель, Ален
Ален Платель (нидерл. Alain Platel, 9 апреля 1959, Гент) — бельгийский хореограф, театральный режиссёр.

## Биография
С 11 лет учился искусству мима в Женеве, затем записался в балетную школу. С 1980 начал выступать как хореограф и режиссёр-постановщик, стремящийся к синтезу зрелищных искусств (театр, танец, цирк). В 1984 основал балетную компанию Современный бельгийский балет. В её постановках принимали участие Сильвен Камбрелен и др.
Параллельно Платель работал в больнице Армантьера как ортопедагог, занимаясь детьми-инвалидами и их душевными травмами, сближаясь в этом с невропатологами и психиатрами, используя их разработки. Этот опыт, в корне изменивший представления режиссёра о человеческом теле, его пластике, возможностях и пределах, он впоследствии трансформировал в собственные балетные и театральные постановки.
В 2003 отошел от сцены, занимался изучением жестовых языков. В 2006 вернулся в театр.

## Основные постановки

### Балет
- 1984 : Stabat Mater
- 1988 : Emma
- 1993 : Bonjour Madame, comment allez-vous aujourd’hui, il fait beau, il va sans doute pleuvoir, et cetera
- 1995 : Moeder en kind
- 1995 : La tristeza complice
- 1996 : Bernadetje
- 1998 : Lets op Bach
- 1999 : Tous des indiens
- 2003 : Wolf (музыка Моцарта)
- 2006 : Vsprs (музыка Фабрицио Кассоля)
- 2007 : Nine Finger
- 2008 : Pitié!
- 2010 : Out of Context (посвящается Пине Бауш)

### Театр
- 2010 : Gardenia

### Кино
- 2001 : Because I Sing (реж. Софи Файнс)
- 2005 : Ramallah! Ramallah! Ramallah! (реж. Софи Файнс)
- 2006 : Les Ballets de ci de là (реж. Ален Платель)
- 2007 : Vsprs Show and Tell (реж. Софи Файнс)